# Carl Ernst Bock

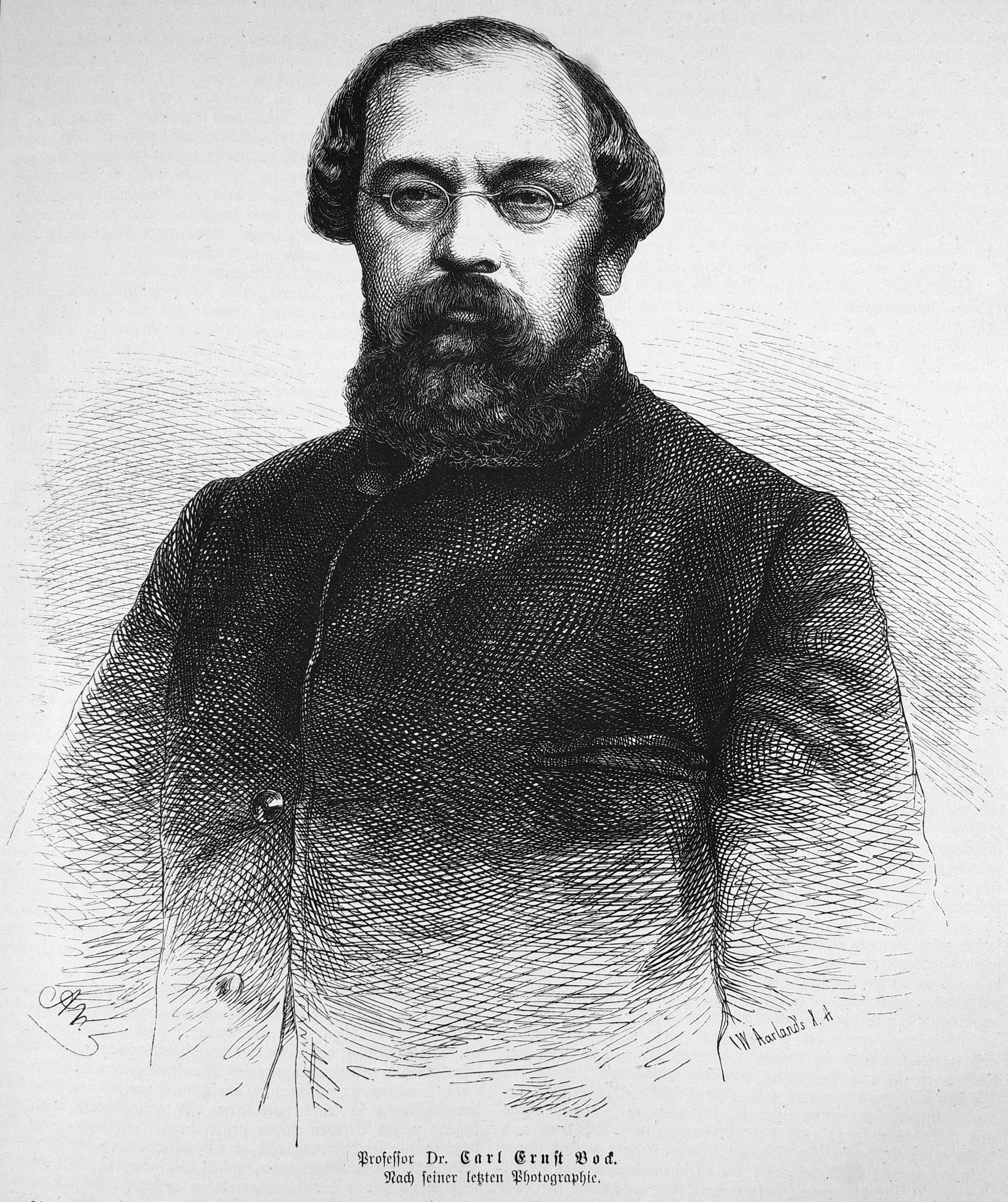
Carl Ernst Bock.

Carl Ernst Bock, född 21 februari 1809 i Leipzig, död 19 februari 1874 i Wiesbaden, var en tysk läkare och medicinsk författare, son till August Karl Bock.
Bock erhöll 1831 vid universitetet i Leipzig den medicinska graden och begav sig, efter utbrottet av den polska revolutionen, till Warszawa, där han verkade som hospitalsläkare. År 1839 utnämndes han till extra ordinarie professor i patologisk anatomi vid Leipzigs universitet.
Bock vann tidigt rykte som skriftställare genom arbetena Handbuch der Anatomie des Menschen, mit Berücksichtigung der Physiologie und chirurgischen Anatomie (1838, fjärde upplagan 1849), Hand-atlas der Anatomie des Menschen (1841, sjätte upplagan 1871) och Gerichtliche Sektionen (1843, fjärde upplagan 1852). Efter dessa följde snart Lehrbuch der pathologischen Anatomie und Diagnostik (1848, fjärde upplagan 1861–1864) och Atlas der pathologischen Anatomie (1855), i vilka han framlade den nya skolans läror och forskningsresultat.
Vid samma tid började Bock sin inflytelserika verksamhet som medicinsk medarbetare i Ernst Keils världsblad, Gartenlaube, varigenom han ända till sin död kunde omedelbart inverka på folket och utöva ett ofantligt stort inflytande på den allmänna folkhygienen. En del av dessa uppsatser bearbetades och utgavs särskilt i hans berömda verk Buch vom gesunden und kranken Menschen (1855, elfte upplagan 1876; svensk översättning Helsolära eller kunskapen om den friska och sjuka menniskan, andra upplagan 1870). Samma populära ståndpunkt intar Volksgesundheitslehrer (1865, sjätte upplagan 1874; Sundhetslära för folket eller läran om menniskokroppen och sättet att bevara och återställa helsan, 1865).